# جسم نیسل

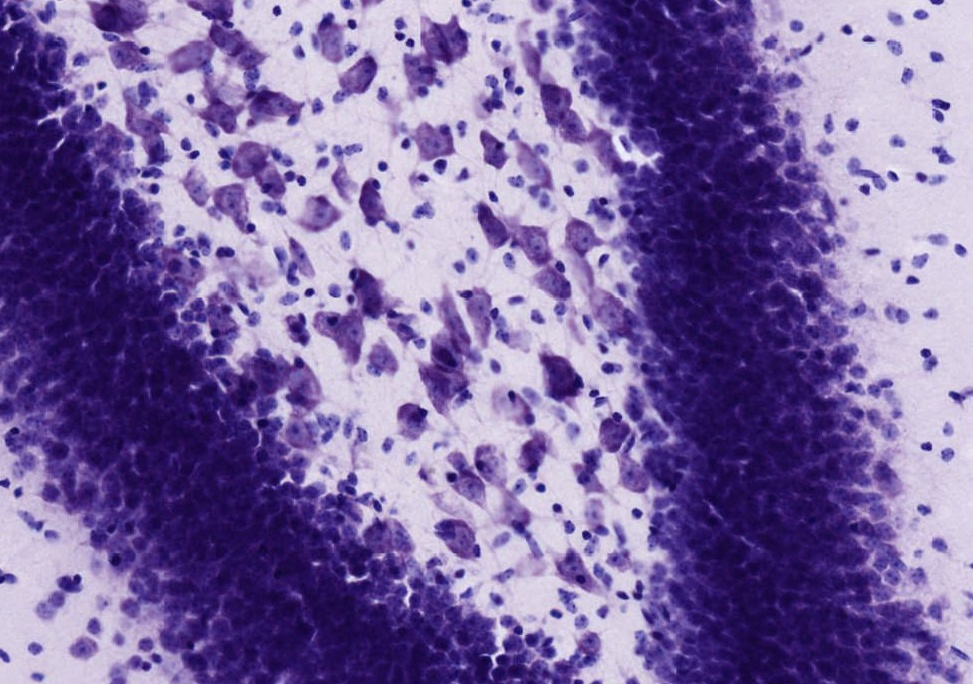
جسم نیسل در رنگ آمیزی برشی از بافت هیپوکمپ

جسم نیسل همان شبکه آندوپلاسمی خشن در سلول‌های عصبی است که به علت آنکه دارای RNA ریبوزومی زیادی می‌باشد، خاصیت بازوفیل (باز دوستی) پیدا کرده و با رنگ‌هایی مانند تولوئیدین آبی، رنگ می‌شود.

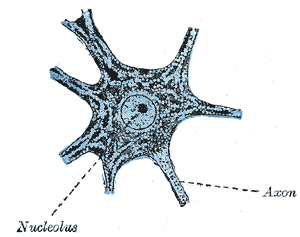
پراکنش جسم‌های نیسل در یک سلول نورون حرکتی